# Margot Asquith
Margot Asquith (Peeblesshire, 2 febbraio 1864 – 28 luglio 1945) è stata una scrittrice scozzese, nata Emma Alice Margaret Tennant, pungente satirista dell'alta società. Nel 1894 sposò Herbert Henry Asquith, Primo Ministro del Regno Unito..

## Opere
(EN) 
- An Autobiography - (Parti 1, 2 e 3) 1920
- My Impressions of America 1922, su gutenberg.org.
- Places & Persons 1925
- Lay Sermons 1927
- Octavia 1928
- More Memories 1933
- More or Less about Myself 1934